# 1957年のル・マン24時間レース

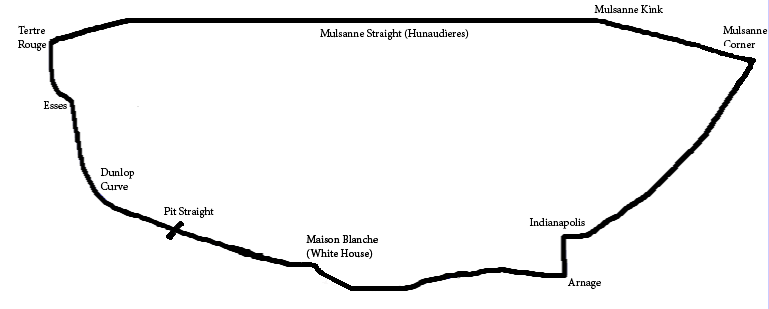
1957年のコース

1957年のル・マン24時間レース（24 Heures du Mans 1957 ）は、25回目のル・マン24時間レースであり、1957年6月22日から6月23日にかけてフランスのサルト・サーキットで行われた。

## 概要
ジャガーは1957年2月12日夜にブラウンズ・レイン工場が火事になり、ワークスチームは撤退しながらもエキュリー・エコスチームがマシンを譲り受けて参戦、3,442ccエンジンを積んだ仕様15号車、16号車、17号車に加え、一部のDタイプに3,780ccエンジンを積んだ仕様を製作して3号車4号車として投入した。
出走したのは54台。フェラーリやマセラティが有力視されていた。
大排気量のV型12気筒エンジンを積んだフェラーリが4分を切る3分58秒7の周回記録を出すなど速さを見せてトップを走ったが、いずれもエンジントラブルでリタイヤとなった。
完走したのは20台。
ロン・フロックハート（Ron Flockhart ）/アイヴァー・ビューブ（Ivor Bueb ）組のジャガー・Dタイプ3号車が24時間で4397.108kmを平均速度183.217km/hで走って優勝し1955年からの3連勝を達成した。1951年1953年とあわせて優勝5回はベントレーに並び当時のメーカー最多勝タイとなった。しかしこれはジャガー全盛期最後の年であり、この後1988年のル・マン24時間レースまでしばらく優勝争いから遠ざかった。